# Volley Masters Montreux 2003
XV Volley Masters Montreux kobiet odbył się w 2003 roku w Montreux w Szwajcarii. W turnieju wystartowało 8 reprezentacji. Mistrzem po raz trzeci została reprezentacja Chin.

## Klasyfikacja końcowa
| Miejsce | Reprezentacja     |
| ------- | ----------------- |
|         | Chiny             |
|         | Rosja             |
|         | Brazylia          |
| 4.      | Stany Zjednoczone |
| 5.      | Włochy            |
| 6.      | Japonia           |
| 7.      | Kuba              |
| 7.      | Dominikana        |